# Marthe Le Rochois
Marthe Le Rochois, née à Caen vers 1658 et décédée le 8 octobre 1728 à Paris, est une chanteuse d’opéra française.
Considérée comme la première grande cantatrice française, elle est découverte par Jean-Baptiste Lully et débute tardivement en 1680 à l’Opéra, sous le nom de Mademoiselle Rochois.
Elle participe en 1686 à la création d'Armide, dans le rôle-titre, qui est le sommet de sa carrière, puis triomphe encore dans Médée de Marc-Antoine Charpentier, un des rôles les plus difficiles du répertoire. 
Très brune, de taille moyenne, avec un visage assez banal mais un regard flamboyant, dotée d'une présence scénique rare pour l'époque, elle joue également dans des œuvres de Lully (Proserpine en 1680, Persée en 1682, Amadis en 1684, Roland la même année, Acis et Galatée en 1686 et Achille et Polycène en 1687), Campra et Destouches. En 1697, elle interprète le personnage de Vénus dans la tragédie lyrique Vénus et Adonis du compositeur Henry Desmarest et Roxane dans L'Europe galante de André Campra et L'Issé de Destouches.
Elle se retire en 1698 avec une pension royale de 1500 livres, en plus d'une rente du duc de Sully. Elle s'installe dans sa demeure de Sartrouville, où elle reçoit intellectuels et artistes. Elle enseigne également le chant.
Elle meurt le 8 octobre 1728 à Paris et est enterrée dans l'église Saint-Eustache.